# Wiedomyini
Wiedomyini – plemię ssaków z podrodziny bawełniaków (Sigmodontinae) w obrębie rodziny chomikowatych (Cricetidae).

## Zasięg występowania
Plemię obejmuje gatunki występujące endemicznie w Brazylii.

## Podział systematyczny
Do plemienia należą następujące rodzaje:
- Wiedomys Hershkovitz, 1959 – czerwononosek
- Phaenomys O. Thomas, 1917 – eremitek – jedynym przedstawicielem jest Phaenomys ferrugineus (O. Thomas, 1894) – eremitek rdzawy
- Wilfredomys Avila-Pires, 1960 – oryginałek – jedynym przedstawicielem jest Wilfredomys oenax (O. Thomas, 1928) – oryginałek urugwajski
- Juliomys E.M. González, 2000 – juliomyszak